# Uchówka ośla

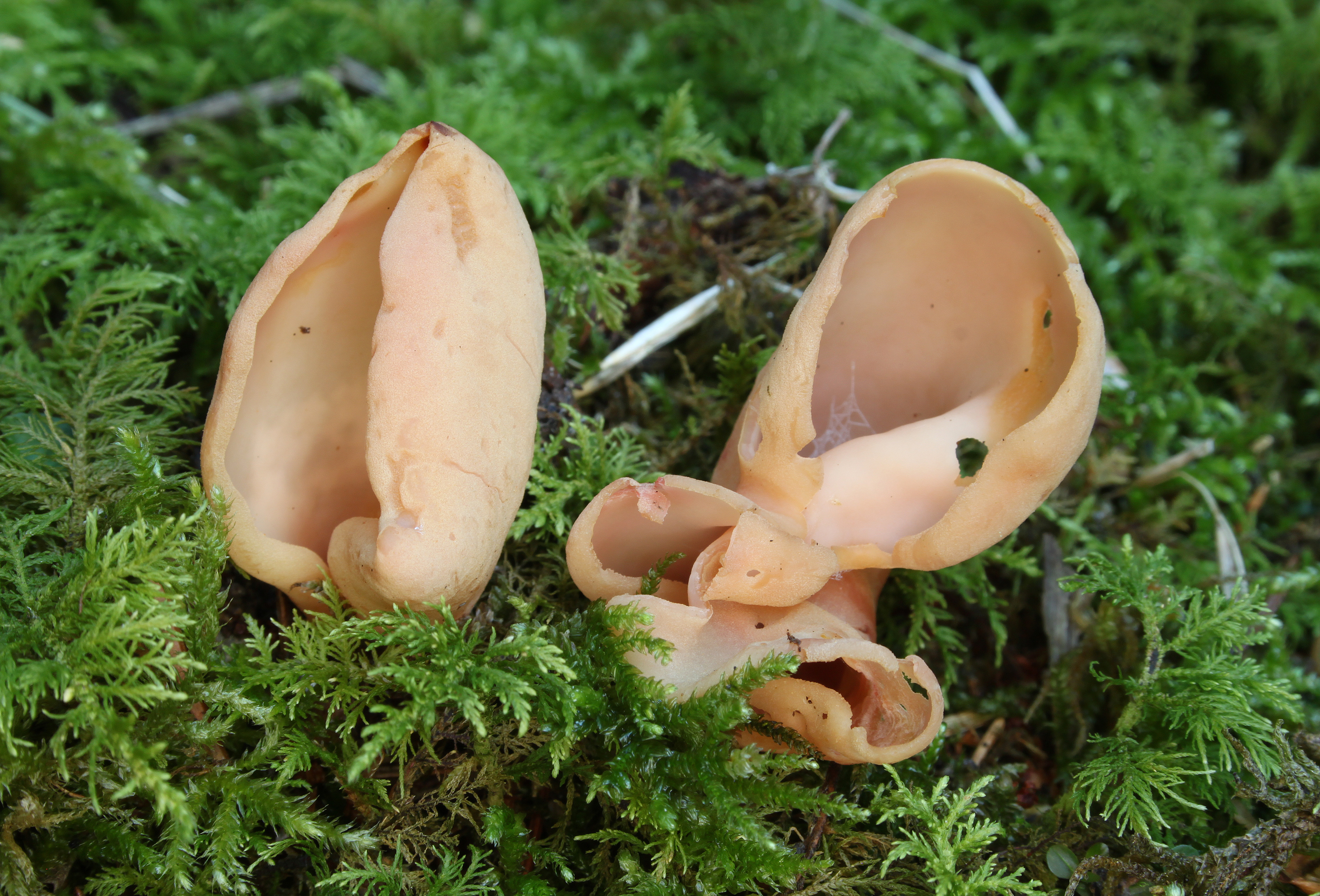

Uchówka ośla (Otidea onotica (Pers.) Fuckel) – gatunek grzybów z rzędu kustrzebkowców (Pezizales).

## Systematyka i nazewnictwo
Pozycja w klasyfikacji według Index Fungorum: Otidea, Otideaceae, Pezizales, Pezizomycetidae, Pezizomycetes, Pezizomycotina, Ascomycota, Fungi.
Po raz pierwszy takson ten zdiagnozował w 1801 r. Persoon nadając mu nazwę Peziza onotica. Obecną, uznaną przez Index Fungorum nazwę nadał mu w 1870 r. Fuckel, przenosząc go do rodzaju Otidea.
Synonimów nazwy naukowej ma ok. 20.
Nazwa polska według M.A. Chmiel.

## Morfologia
Owocnik
Jednostronnie uchowaty, zwykle ze szczeliną aż do podstawy, zagięty, trochę korzeniowaty i biało filcowaty; warstwa zarodnikonośna mocno pomarańczowa do żółtej; od strony zewnętrznej delikatnie mączysty. Do 4 cm szerokości. Miąższ biały, bez zapachu, o łagodnym smaku.
Gatunki podobne
Znany jest cały szereg gatunków trudnych do rozróżnienia. Uchówka zajęcza (Otidea leporina) różni się tylko barwą rdzawożółtą – za młodu, a później cynamonowobrązową. W lasach bukowych występuje stosunkowo rzadka uchówka cytrynowożółta (Otidea conccinna); ma ona owocniki rosnące gęsto, mocno cytrynowożółte, zawinięte i jednostronnie szczelinowate.

## Występowanie i siedlisko
Uchówka ośla notowana jest w Europie i Ameryce Północnej, poza tym podano jej stanowiska tylko w Bhutanie. W Polsce jest stosunkowo rzadka.
Grzyb saprotroficzny. Rośnie przeważnie małymi grupkami w lasach liściastych i iglastych.